# Conostegia vulcanicola
Conostegia vulcanicola là một loài thực vật có hoa trong họ Mua. Loài này được Donn. Sm. mô tả khoa học đầu tiên năm 1906.